# King of the Ants
Pour plus de détails, voir Fiche technique et Distribution.
King of the Ants  est un film américain réalisé par Stuart Gordon et sorti en 2003. Il s'agit d'une adaptation du King of the Ants de Charlie Higson, qui signe lui-même le scénario.

## Synopsis
Sean enchaîne les petits boulots mal payés à Los Angeles. Un jour, un entrepreneur véreux, Ray Matthews, lui propose le job suivant : la filature et le meurtre d'un avocat chargé d'un dossier compromettant. Après l'avoir tué, son employeur le torture et le laisse mort au lieu de la somme qu'il lui a proposée pour l'assassinat. Sean survit et cache le dossier qu'il a volé, obligeant Matthews à le frapper pour qu'il perde la mémoire, ce qui transforme Sean en machine à tuer assoiffé de vengeance.

## Fiche technique
Sauf indication contraire, les informations mentionnées dans cette section peuvent être confirmées par la base de données cinématographiques IMDb,  présente dans la section « Liens externes ».
- Titre original et français : King of the Ants
- Réalisation : Stuart Gordon
- Scénario : Charlie Higson, d'après son roman King of the Ants
- Musique : Bobby Johnston
- Direction artistique : Shannon Kemp
- Costumes : Stacy Stagnaro
- Montage : David Michael Latt
- Photographie : Mac Ahlberg
- Production : Duffy Hecht et David Michael Latt
- Sociétés de production : Anthill Productions, The Asylum, Hecht Productions, Red Hen Productions
- Sociétés de distribution : The Asylum
- Pays de production :  États-Unis
- Langues originales : anglais
- Durée : 101 minutes
- Format : couleur
- Genre : thriller, drame, policier
- Dates de sortie :
  - Canada : 11 octobre 2005 (festival de Seattle)
  - France : 2 octobre 2005 (DVD)

## Distribution
- Chris McKenna : Sean Crawley
- Kari Wuhrer : Susan Gatley
- Daniel Baldwin : Ray Matthews
- George Wendt : Duke Wayne
- Vernon Wells : Beckett
- Lionel Mark Smith : Carl
- Timm Sharp : George
- Ron Livingston : Eric Gatley
- Ian Patrick Williams : Tony
- Carlie Westerman : Calvin Gatley